# José Vera
José de Jesús Vera (Mérida, 9 febbraio 1969) è un allenatore di calcio, dirigente sportivo ed ex calciatore venezuelano, di ruolo centrocampista.

## Carriera

### Club
Ha giocato nella prima divisione venezuelana.

### Nazionale
Ha partecipato alla Copa América 1999.